# Emma Calvé

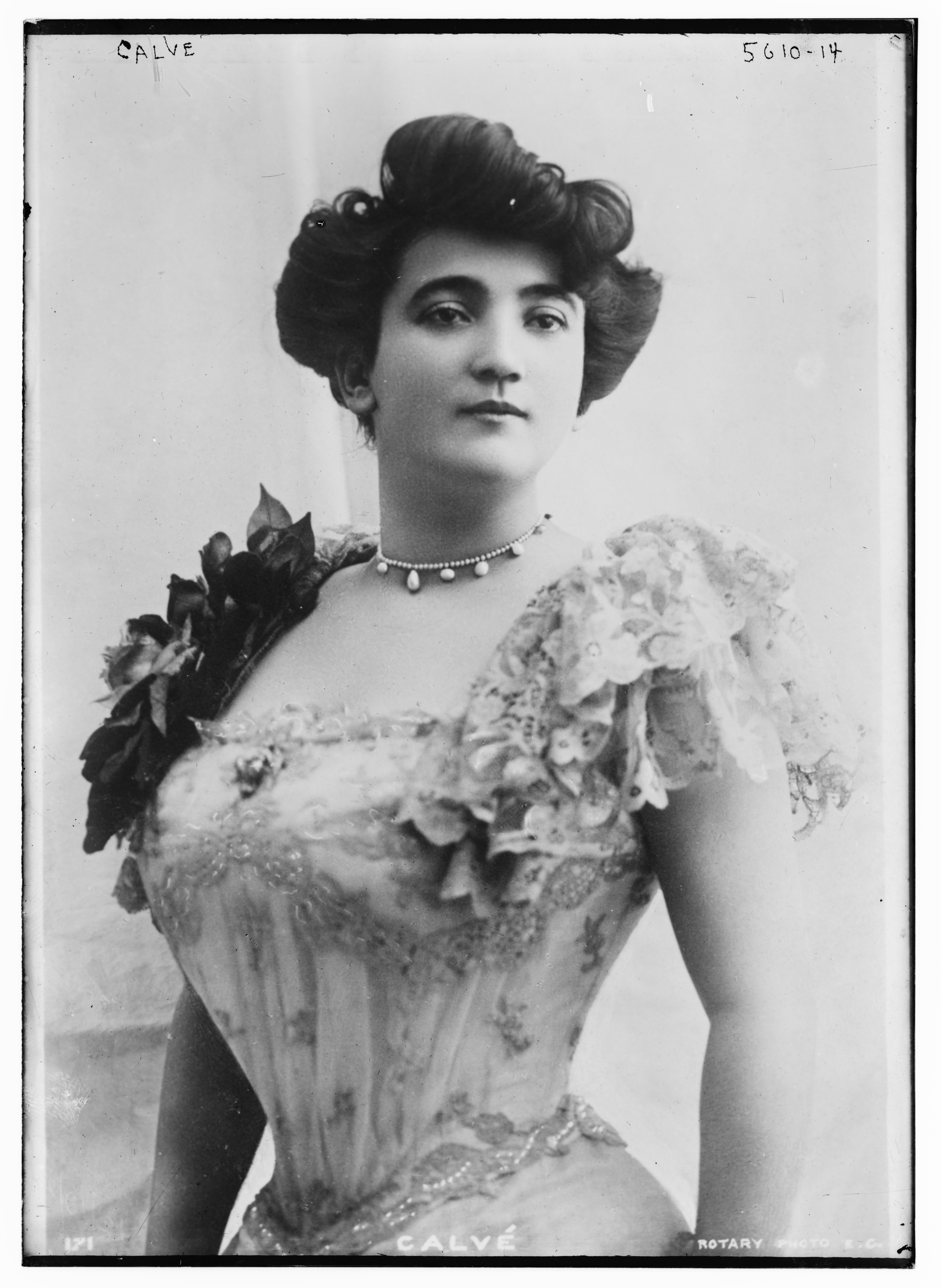
Emma Calvé in 1900

Rosa Noémie Emma Calvet, zich noemende Emma Calvé (Decazeville (Aveyron), 15 augustus 1858 - Millau (Aveyron) of Montpellier, 6 januari 1942) was een Franse sopraan. Zij werd vooral beroemd door haar hoofdrol in de opera Carmen van Georges Bizet.

## Biografie

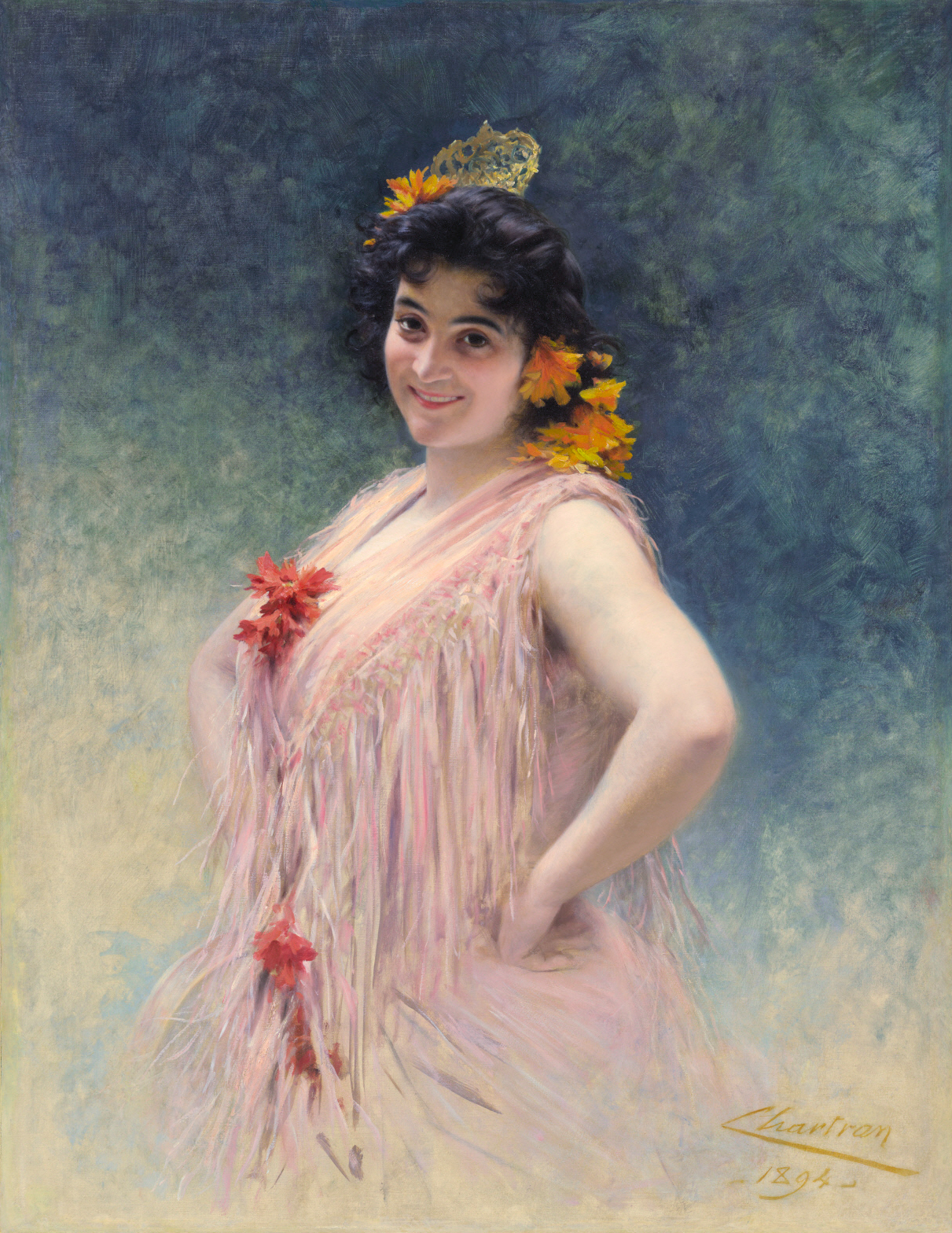
Portret van Calvé door de schilder Théobald Chartran (1894)

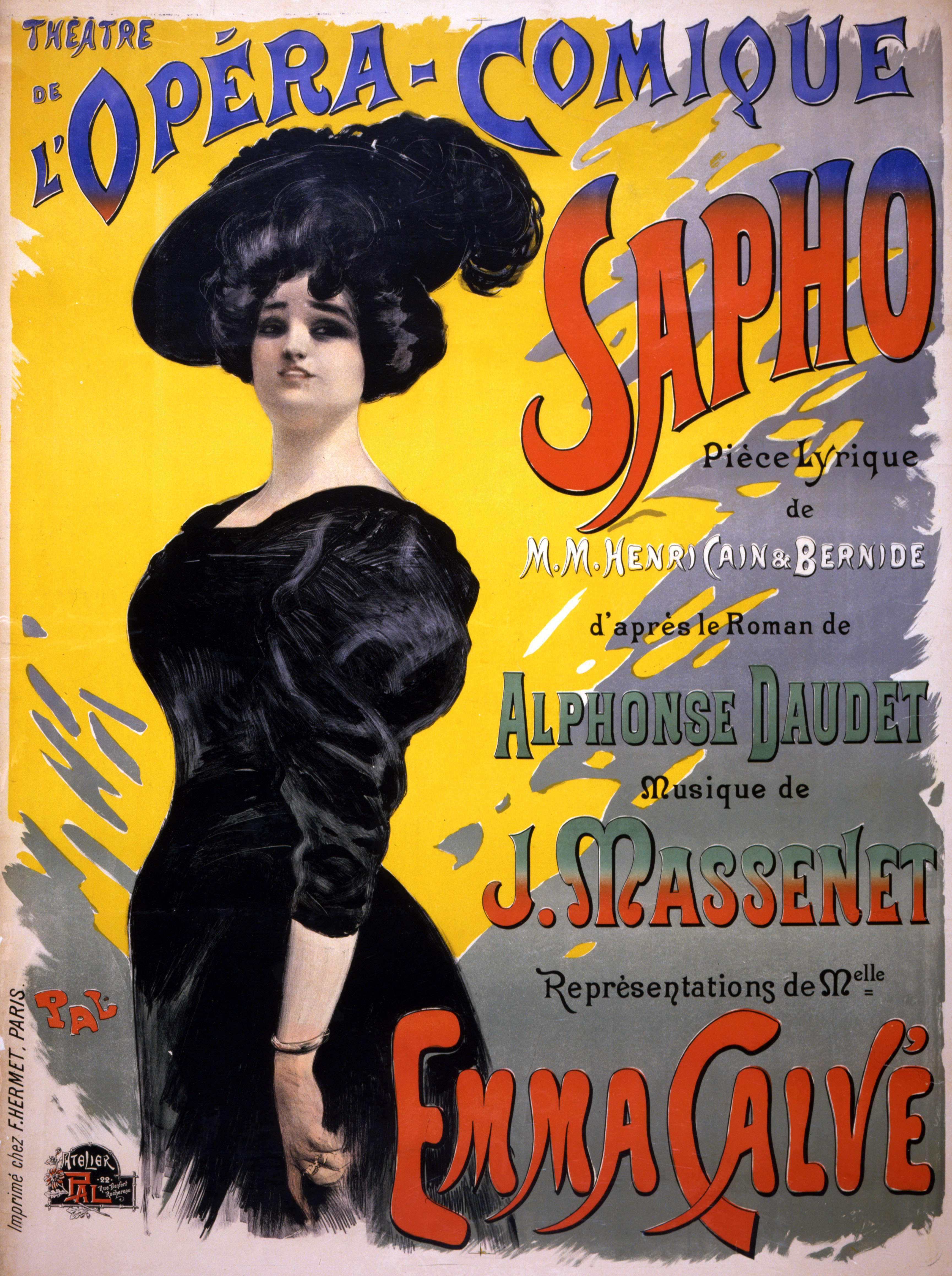
Emma Calvé als Sapho (operaposter uit 1897)

Ze wordt geboren in Decazeville in 1858 en groeit op in de kalkplateaus van Larzac. Ze volgt lessen bij Mathilde Marchesi en Rosine Laborde in Parijs en de laatste lessen van Jean-Baptiste Caylus in Brussel, waar ze in de Koninklijke Muntschouwburg in 1882 haar debuut maakt in de rol van Marguerite in de opera Faust van Charles Gounod.
Vanaf 1892 zingt ze regelmatig in het Royal Opera House in Londen en in de Metropolitan Opera in New York. Op 31 oktober 1891 vertolkte zij in Rome de rol van Suzel in de opera L'amico Fritz van Mascagni.
Ze kan met haar brede stembereik zowel de rol van lyrische sopraan als die van dramatische sopraan vertolken. Massenet schrijft voor haar de rol van Anita in La Navarraise en vertrouwt haar de rol van Sappho toe in de gelijknamige opera. Met de opera Carmen, die zij meer dan duizend keer zingt, wordt ze beroemd, vooral in de Verenigde Staten van Amerika. Zo heft zij in 1916 in New York voor 30.000 mensen La Marseillaise aan.
Aanbeden over de hele wereld leeft Calvé ‘het leven van een koningin’. Ze zingt in India, Japan en Australië. Regelmatig bezoekt ze de literaire salon van Geneviève Halévy, waar ze Réjane, Lucien Guitry en de schrijver Paul Bourget ontmoet. Haar foto is zelfs te vinden op de chocoladerepen van het merk Poulain. Bij de duizendste voorstelling van Carmen in 1904 zegt ze de opera vaarwel. Daarna blijft ze tot 1926 over de hele wereld concerten geven.
In 1934 verschijnt ze in de film Le Paquebot Tenacity. Ze geeft ook zangles aan de Amerikaanse musicalactrice Peggy Wood. Ze sterft echter in armoede na haar laatste jaren gewijd te hebben aan het onderwijzen van haar zangkunsten in het kasteel van Cabrières, dicht bij Aguessac. Dit kasteel had ze gekocht in 1894 alvorens het enkele jaren later weer te verkopen aan een handschoenenfabrikant. Van 1935 tot 1939 verbleef ze in Peyreleau in het huis met de naam Le Vieux Logis.
Beroemd om haar dynamische persoonlijkheid en haar passie voor het hindoeïsme en het occultisme bezoekt ze vaak het cabaret Le chat noir in het gezelschap van Alfons Mucha, Camille Flammarion en Papus, die haar in 1893 in het martinisme inwijdt.
De zangeres zou regelmatig een bezoek gebracht hebben aan de mysterieuze abt Bérenger Saunière, pastoor in Rennes-le-Château, een dorp in het departement Aude. Volgens Gérard de Sède zou de priester haar ontmoet hebben tijdens zijn reis naar Parijs om de perkamenten die in de kerk Marie-Madeleine gevonden waren, te laten ontcijferen. Ze zouden elkaar weer ontmoet hebben in de Aude. Er is echter geen enkel officieel bewijs van deze relatie.
Ze had een lange, stormachtige relatie met de schrijver Jules Bois.

## Overlijden
In november 1941 gaat Emma Calvé naar de kliniek van dr. Parès in Montpellier. Op 4 januari 1942 merkt Michel de Bry (journalist bij Radio Cité) haar op terwijl ze een bladzijde leest uit haar memoires, waar ze vertelt dat in juni 1916 30.000 mensen kwamen om haar in Au bazar des Alliés in New York La Marseillaise te horen zingen.
Ze overlijdt op 6 januari 1942 op 83-jarige leeftijd. Volgens bepaalde bronnen overlijdt ze in Milau; andere bronnen beweren dat ze in Montpellier overleden is: "Verzwakt door ziekte overlijdt ze zo goed als eenzaam en alleen in de kliniek van dr. Parès aan de avenue Gambetta in Montpellier, op enkele meters afstand van de luxe villa Harmonie, waar zij woonde ten tijde van haar onbezorgde roem. Er was bij haar de diagnose leverkanker gesteld." Emma Calvé werd begraven op de begraafplaats van Millau.

## Eerbetoon
In 2017 bracht het prinsdom Monaco haar een eerbetoon met de uitgifte van een postzegel met haar beeltenis, omdat ze in de Opera van Monte-Carlo had gezongen. De tekening is gemaakt door Cyril de La Patellière en bevindt zich in het museum van Millau.
In Millau is ook een plein naar haar genoemd (Place Emma Calvé).

## Onderscheiding
Chevalier de la Légion d'honneur (1931)

## In de volkscultuur
De fictieve versie van Emma Calvé speelt een belangrijke rol in de animatiefilm Dilili in Parijs van Michel Ocelot, uitgebracht in 2018.

### Autobiografie
Emma Calvé, Sous tous les ciels j'ai chanté : souvenirs, Paris, Plon, 1940, In-8°, V-299 p., pl., portraits, couv. ill. 33 fr. (notice BnF no FRBNF31900375)

### Biografieën
- André Lebois, « Hommage à Emma Calvé (1858-1942) », Littératures 14, september 1967, p. 107-129
- Georges Girard, Emma Calvé : étoile dans tous les cieux, cigale sous tous les ciels, Rodez, Cahiers rouergats, coll. « Les Cahiers rouergats » (no 5), 1971, 111 p., ill. ; 22 cm (ISSN 0184-5365, notice BnF no FRBNF37439948)
- Georges Girard, Emma Calvé, la cantatrice sous tous les ciels, Millau, Éd. Grandes Causses, 1983, 195 p. (notice BnF no FRBNF34860634)
- Jean Contrucci, Emma Calvé, la diva du siècle, Paris, A. Michel, 1988, 378 p., couv. ill. en coul. ; 23 cm (ISBN 2-226-03541-9, notice BnF no FRBNF34998909)
- Association internationale de chant lyrique Titta Ruffo, Kathleen Schlesinger et Jean-Pierre Mouchon (Éditeur scientifique) (trad. Jean-Pierre Mouchon), Calvé: Artist and Woman : The Strand Magazine - juillet 1902, volume XXIV, n° 139, pp. 15-23, Marseille, Association internationale de chant lyrique Titta Ruffo, coll. « Étude » (no 15), 2000, n° ; 30 cm (ISSN 2267-0068, notice BnF no FRBNF43509129)
- Jeannette Blum, Sous le ciel de Rennes-le-Château : Emma Calvé, la diva de l'ésotérisme, Bérenger Saunière, le prêtre initié : unis dans le même secret, Quillan, J. Blum, 2010, 1 vol. (68 f.) ; 21 x 30 cm (notice BnF no FRBNF42251347)

### Catalogus
Musée de Millau et des Grands Causses en François Leyge (Directeur de publication), La collection Emma Calvé, Millau, Éd. Ville de Millau, 2009, 71 p., ill. en noir et en coul., couv. ill. en coul. ; 29 cm (ISBN 978-2-9503269-4-2, notice BnF no FRBNF42291220)

### Roman
Jean-Michel Thibaux, La cantatrice, Paris, Olivier Orban, 1990, 371 p., couv. ill. en coul. ; 24 cm (ISBN 2-85565-578-1, notice BnF no FRBNF35092486)

### Stripverhaal
Jérôme Félix en Paul Gastine, Le Secret du Mont-Saint-Michel : L'héritage du diable ; 2, Charnay-lès-Mâcon, Bamboo éd., coll. « Grand angle », 2011, 1 vol. (49 p.) : ill. en coul., couv. ill. en coul. ; 32 cm (ISBN 978-2-35078-934-7, ISSN 1635-5482, notice BnF no FRBNF42488671), Stripverhaal waarin Emma Calvé de rol van ‘slechterik’ heeft.

### Illustratie

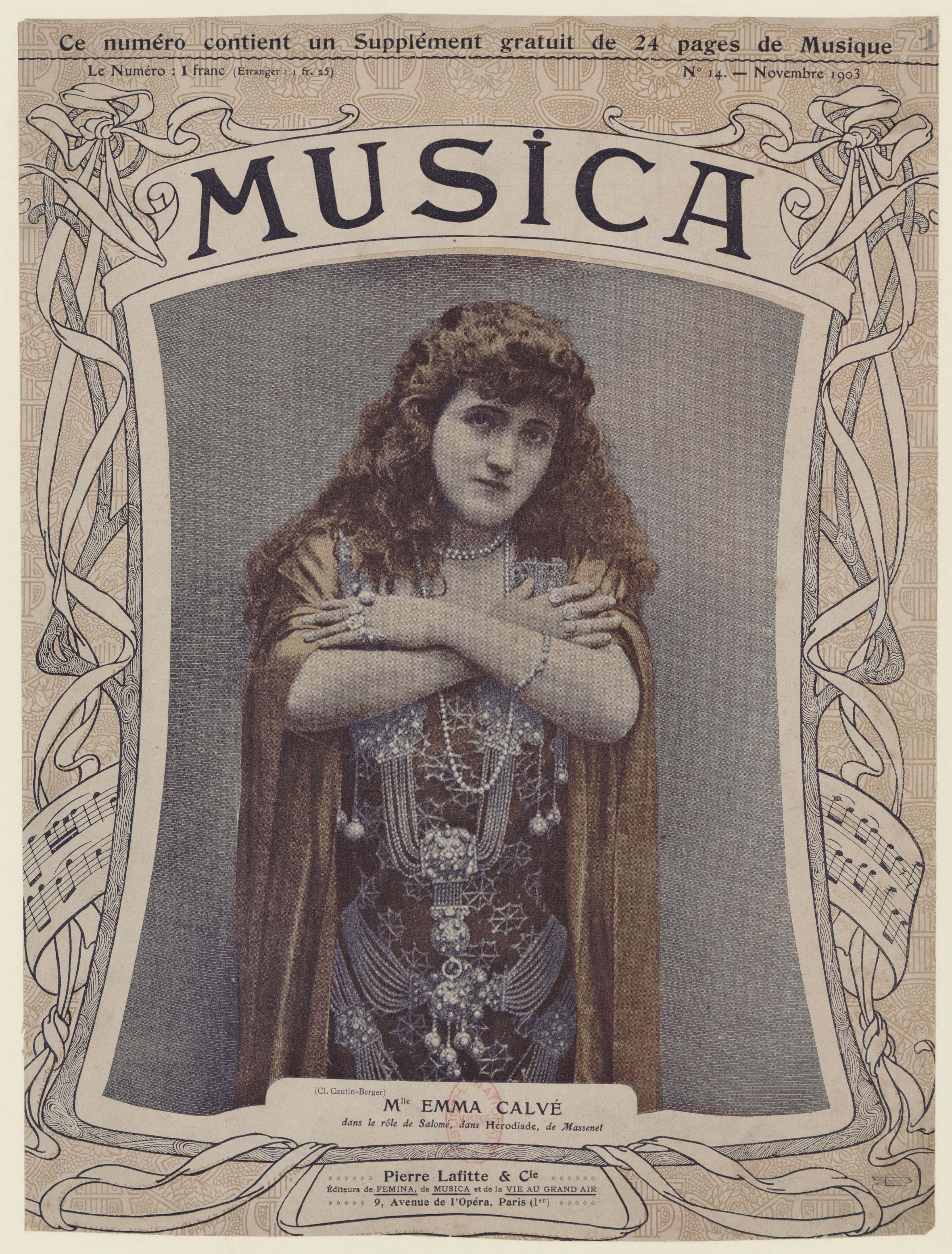
Calvé op de omslag van het blad Musica

Cautin-Berger, Couverture de "Musica", novembre 1903, c. 1902, 1 impr. photoméc. : photogravure, coul.; 25 x 18 cm (notice BnF no FRBNF39603059)
- Bibliothèque nationale de France: cb12409325g (data)
- CiNii: DA10914760
- Gemeinsame Normdatei: 118929054
- International Standard Name Identifier: 0000 0000 8118 3566
- Library of Congress Control Number: n82101436
- Base Léonore: 19800035/231/30569
- MusicBrainz: 9023838b-57ad-459b-bffe-fb7de206f554
- Nationale bibliotheek van Australië: 49782696
- Nationale Bibliotheek van Israël: 987007280627305171
- Nederlandse Thesaurus van Auteursnamen: 068377037
- Réseau des bibliothèques de Suisse occidentale: 02-A006237819
- Istituto Centrale per il Catalogo Unico: INTV047190
- LIBRIS: 307303
- SNAC: w63t9p9r
- Système universitaire de documentation: 029530563
- Trove: 1495311
- Virtual International Authority File: 39465076
- WorldCat: E39PBJhddH9BFfHXHVgbtK4THC